# 137-й гвардейский парашютно-десантный полк

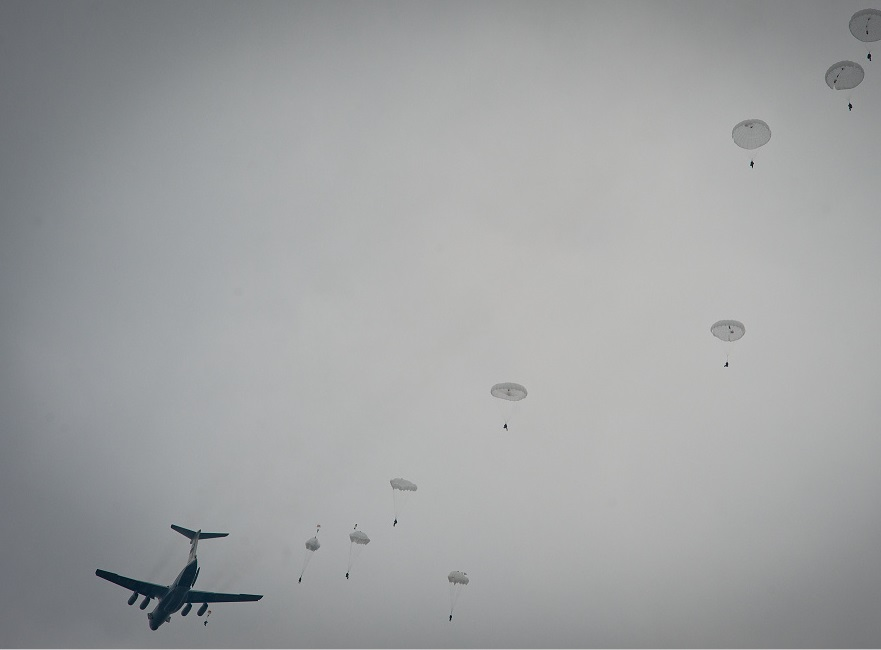
Десантирование бойцов полка с самолёта Ил-76 во время учений в сентябре 2011 года

137-й гвардейский парашютно-десантный Рязанский ордена Красной Звезды Кубанский казачий полк (сокр. 137 пдп, в/ч 41450) — воинская часть в составе Воздушно-десантных войск Российской Федерации.
Формирование находится в составе 106-й гвардейской воздушно-десантной дивизии и дислоцируется в г. Рязань.

## История
Сформирован полк на базе 2-го батальона 347-го гвардейского парашютно-десантного полка. Первоначально носил наименование «137-й гвардейский посадочный воздушно-десантный полк» (в/ч 41450).
Всё время своего существования находился в составе 106-й гвардейской воздушно-десантной дивизии.
В 1955 году полк впервые участвовал в крупных учениях с практическим десантированием в районе г. Плавск.
В 1973 году гвардейцы первыми осваивали новые самолёты Ан-22 и парашют Д-5. Они же первыми освоили новейший, на тот момент, военно-транспортный самолёт Ил-76.
29 февраля 1988 года поднятый по тревоге 137-й гв. парашютно-десантный полк под командованием подполковника В. Хацкевича высадился на аэродроме вблизи Баку, затем совершил марш и начал эвакуацию армянского населения города. Затем бойцы участвовали в событиях в Бишкеке (Фрунзе), Приднестровье и Южной Осетии в начале 1990-х гг.
В декабре 1997 года полк был удостоен почётного наименования «Кубанский казачий» и ордена Красной Звезды.
За время существования полка семь военнослужащих получили звание Героя Российской Федерации. Более 700 гвардейцев были отмечены другими наградами.
13 августа 2015 года в Рязани состоялся торжественный ритуал присвоения 137-му парашютно-десантному полку почётного наименования «Рязанский». Почётное наименование присвоено воинской части Указом Президента Российской Федерации — Верховного Главнокомандующего Вооружёнными Силами Российской Федерации от 22 июля 2015 г. № 379 «за массовый героизм и отвагу, стойкость и мужество, проявленные личным составом в боевых действиях по защите Отечества и государственных интересов в условиях вооружённых конфликтов и с учётом заслуг в мирное время». Почётную грамоту Верховного Главнокомандующего Вооружёнными Силами о присвоении полку почётного наименования вручил командующий ВДВ генерал-полковник Владимир Шаманов.

## Участие в войнах

### Афганская война
В войне в Афганистане полк в полном составе не участвовал, однако значительная часть военнослужащих полка прошла горнило Афганской войны.

### Первая чеченская война
30 ноября 1994 года для полка началась Первая чеченская война. Военнослужащие полка, в составе сводного полка 106-й вдд численностью 1500 человек и 250 единиц техники, десантировались посадочным способом в г. Моздоке. Дальнейший путь лежал через Терский хребет. На подступах к Долинскому был первый бой с дудаевцами. В Грозном десантники прорывали окружение вокруг 131-й мотострелковой бригады. Во время боёв возле ж/д вокзала батальон десантников попал в окружение на несколько дней вместе с остатками 131-й омсбр. Участвовали в штурме бывшего здания Совета министров ЧИАССР и «президентского дворца» Дудаева в центре города.

### Вторая чеченская война
С сентября 1999 года рязанцы отражали наступление исламистских боевиков на Республику Дагестан.
В 1999 году бойцы были в составе батальонов, выполнявших задачи по борьбе с группировками атаковавшими Дагестан.

### Российско-украинская война
Украинские и западные источники предоставили информацию об участии отдельных военнослужащих полка в боевых действиях в Донбассе.
Подразделения 137 ПДП участвовали в боях под Иловайском, где военнослужащий полка был зафиксирован на трофейном внедорожнике батальона «Донбасс».
В сентябре 2014 года военнослужащие полка были замечены рядом с селом Зрубное Шахтерского района Донецкой области.
Штаб АТО на брифинге 11 марта 2015 г. заявил, что части 137 ПДП замечены в районе пгт. Тельманово.
С 2022 года полк принимает участие во вторжении на Украину. Одним из погибших был лейтенант полка Георгий Дудоров, который получил смертельное ранение 6 марта 2022 года в Киевской области, когда его подразделение попало под артиллерийский огонь противника.

## Состав
- управление,
- 1-й парашютно-десантный батальон,
- 2-й парашютно-десантный батальон,
- 3-й парашютно-десантный батальон,
- самоходно-артиллерийский дивизион,
- противотанковая батарея,
- зенитная батарея,
- разведывательная рота,
- инженерно-сапёрная рота,
- рота связи,
- рота десантного обеспечения,
- рота материального обеспечения,
- ремонтная рота,
- взвод РХБЗ.

1555 человек л/с, на вооружении: 105 ед. БМД (32 ед. БМД-4М, 77 ед. БМД-2), 28 ед. БТР-Д, 1 ед. БМД-1Р, 7 ед. КШМ (6 ед. БМД-1КШ, 1 ед. Р-149БМРД), 6 ед. БТР-РД «Робот» (с ПТРК 9К113 «Конкурс»), 9 ед. БТР-ЗД «Скрежет» (с ЗУ-23-2 и ПЗРК), 8 ед. 1В119 «Реостат», 18 ед. 2С9 «Нона-С».

## Отличившиеся воины
Восемь десантников полка удостоены звания Героя Российской Федерации:
- Борисевич, Александр Васильевич;
- Голубятников, Святослав Николаевич;
- Курганов, Алексей Сергеевич (посмертно)[17];
- Силин, Александр Валентинович;
- Теплинский, Михаил Юрьевич;
- Кривов, Павел Викторович (посмертно);
- Юрченко, Глеб Борисович;
- Мельников, Сергей Сергеевич.
- Ксенофонтов, Алексей Владимирович — Герой Российской Федерации

## Командиры
- гвардии полковник Евстафьев Григорий Иванович (1948—1958)
- гвардии полковник Шингарев Сергей Исидорович (1958—1961)
- гвардии полковник Пашовкин Владимир Михайлович (1961—1963)
- гвардии полковник Кулешов Олег Федорович (1963—1966)
- гвардии полковник Мушенков Николай Дмитриевич (1966—1968)
- гвардии полковник Гусев Павел Иванович (1968—1970)
- гвардии полковник Гузанов Юрий Николаевич (1970—1975)
- гвардии майор Ачалов Владислав Алексеевич(1975 −1977)
- гвардии майор Топоров Владимир Михайлович (1977—1979)
- гвардии майор Старчук Александр Григорьевич (1979−1980)
- гвардии подполковник Михайловский Юрий Григорьевич (1980−1984)
- гвардии полковник Сотников Иван Алексеевич (1984—1986)
- гвардии-майор Хацкевич Валерий Францевич (1986−1989)
- гвардии подполковник Наумов Юрий Алексеевич (1989 −1991)
- гвардии полковник Кобелев Александр Иванович (1991—1994)
- гвардии подполковник Серебряков Василий Георгиевич (1994—1996)
- гвардии полковник Крымский Владимир Яковлевич (1996−1999)
- гвардии полковник Чурилов Олег Борисович (1999—2000)
- гвардии полковник Безруков Сергей Иванович (2000—2003)
- гвардии полковник Фурдеев Аркадий Викторович (2003—2004)
- гвардии полковник Шрам Михаил Анатольевич (2004—2006)
- гвардии полковник Чобан Николай Петрович (2006—2009)
- гвардии полковник Бреус Роман Александрович (2009—2011)
- гвардии майор Чубарыкин Сергей Викторович (2011—2013)
- гвардии полковник Ерёмин Сергей Викторович (2013—2016)
- гвардии полковник Корнев Александр Владимирович (2016—2018)
- гвардии полковник Завгородний Дмитрий Анатольевич (2018—2020)
- гвардии полковник Борсук Роман Андреевич (2020—2022)
- гвардии полковник Пугачев Сергей Александрович (с 2022 — н. в.)

## Галерея

Завершение под Рязанью полковых тактических учений. 12 июля 2018 года.
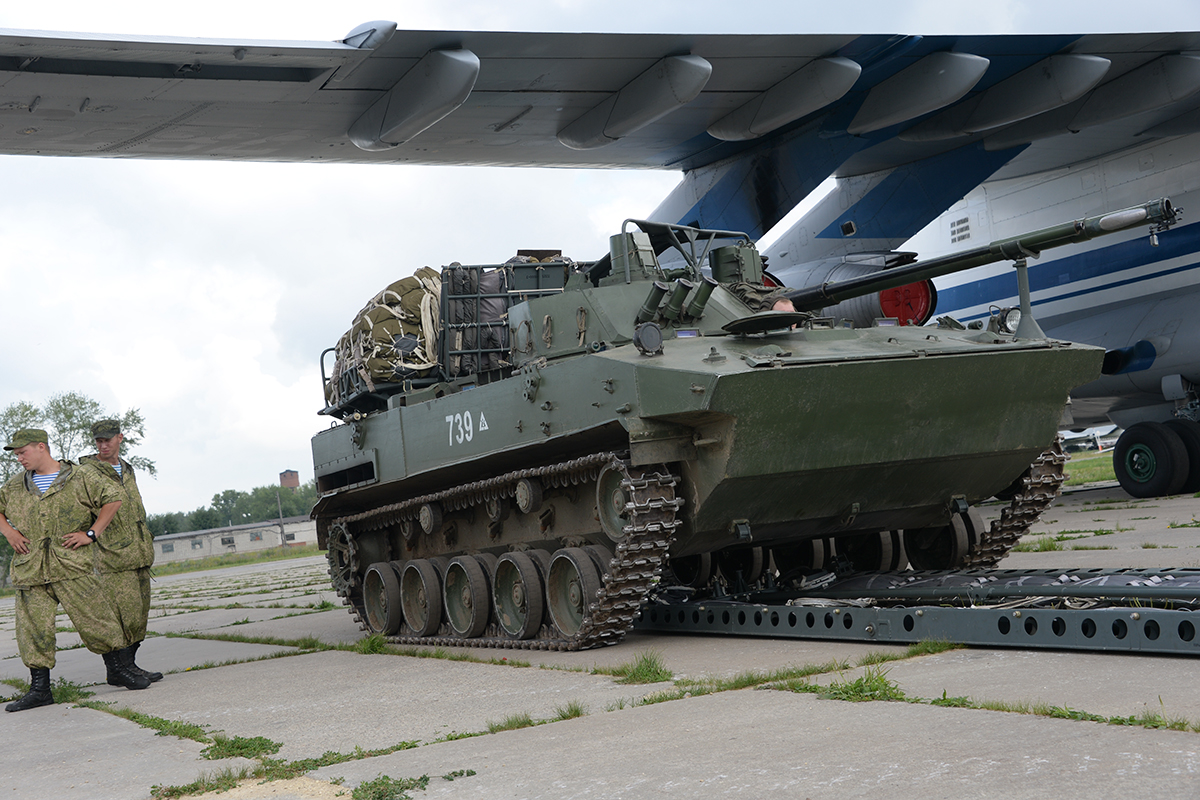
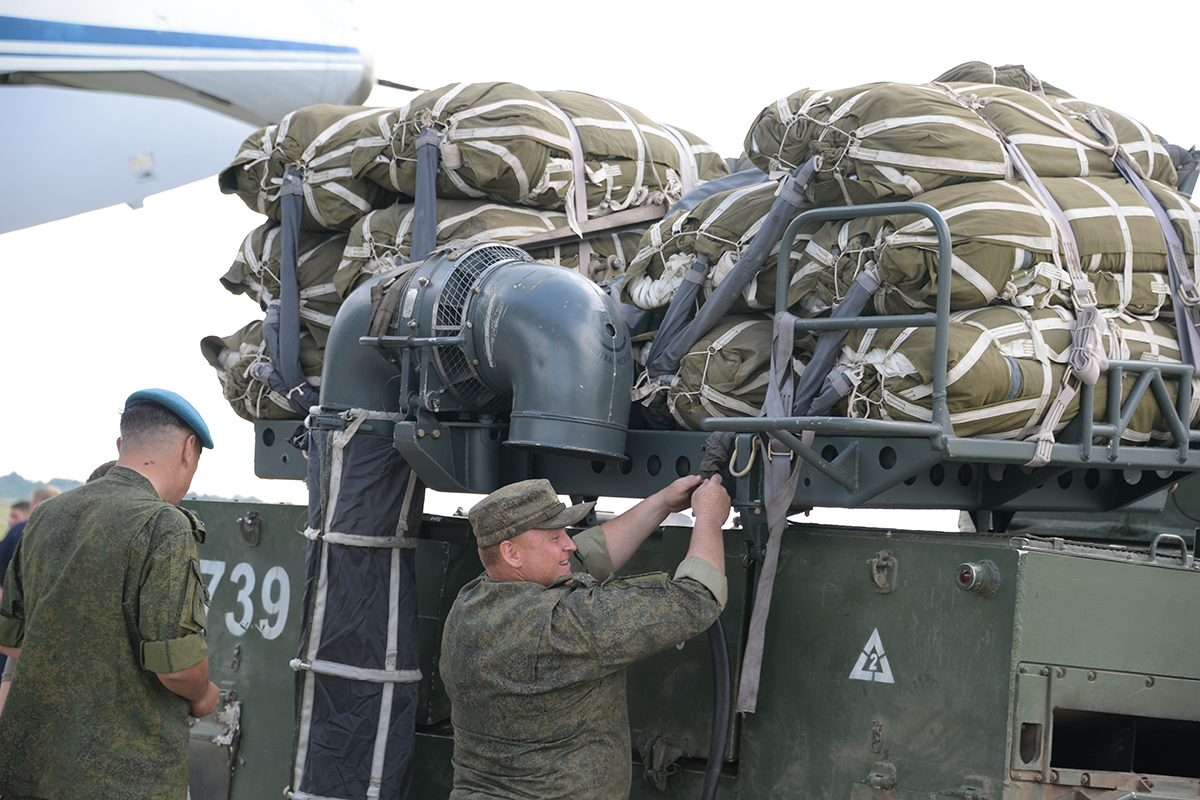
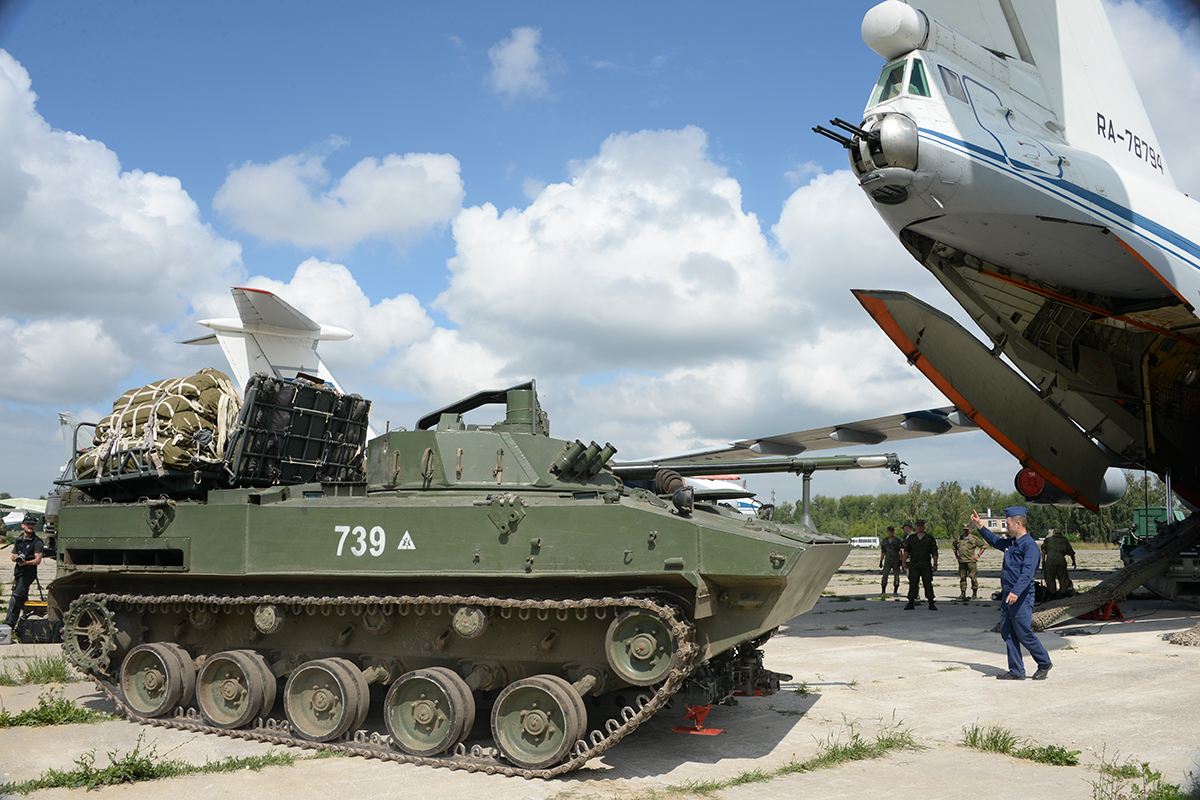
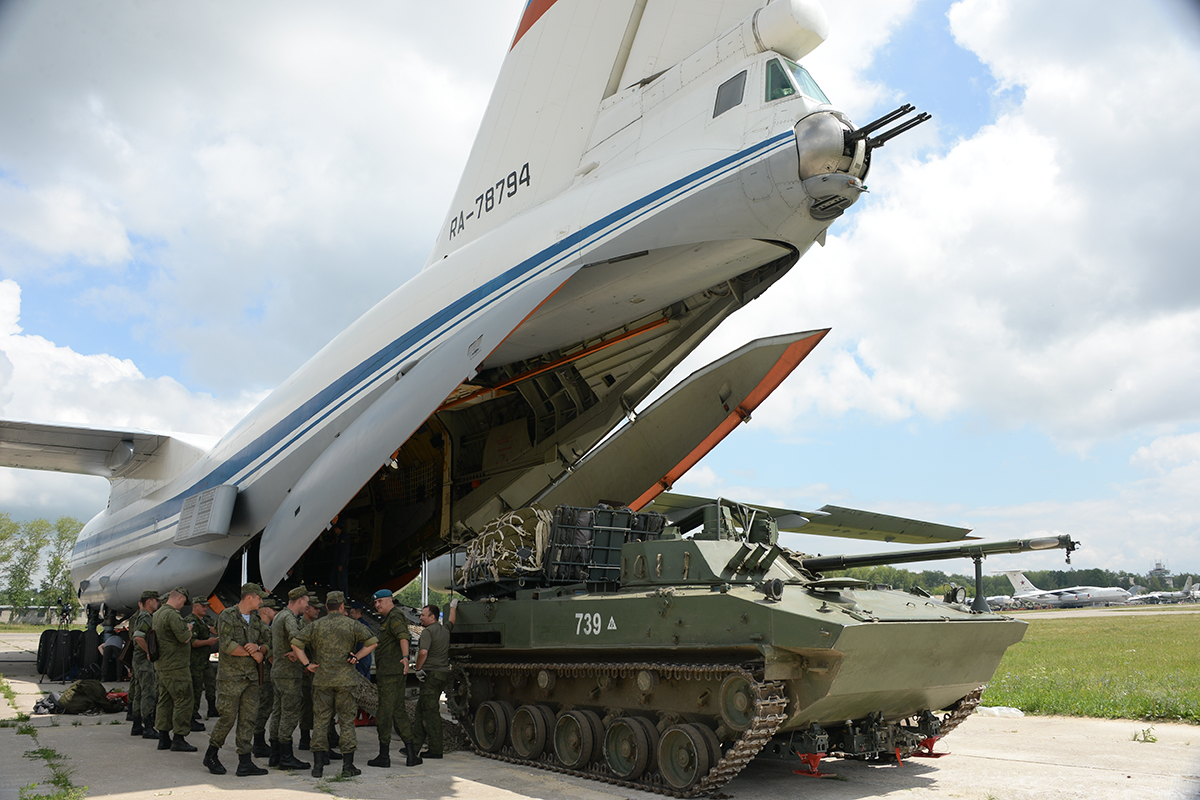
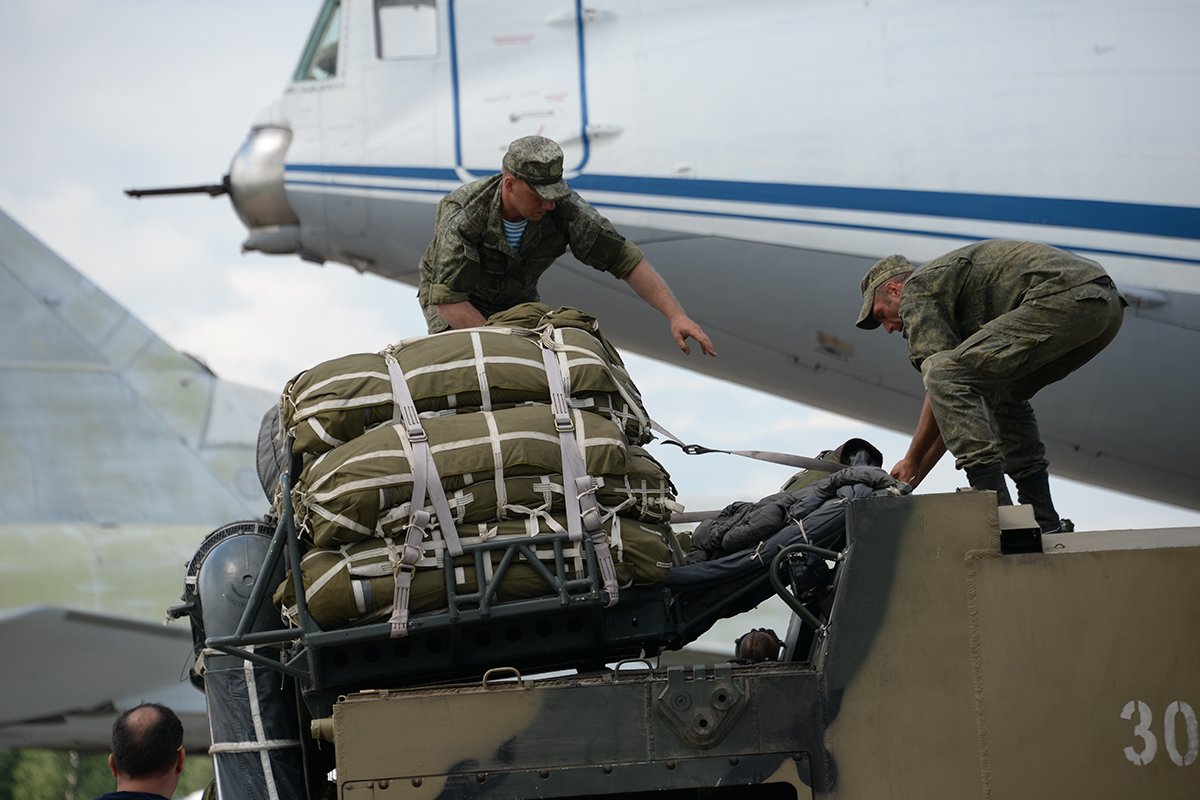
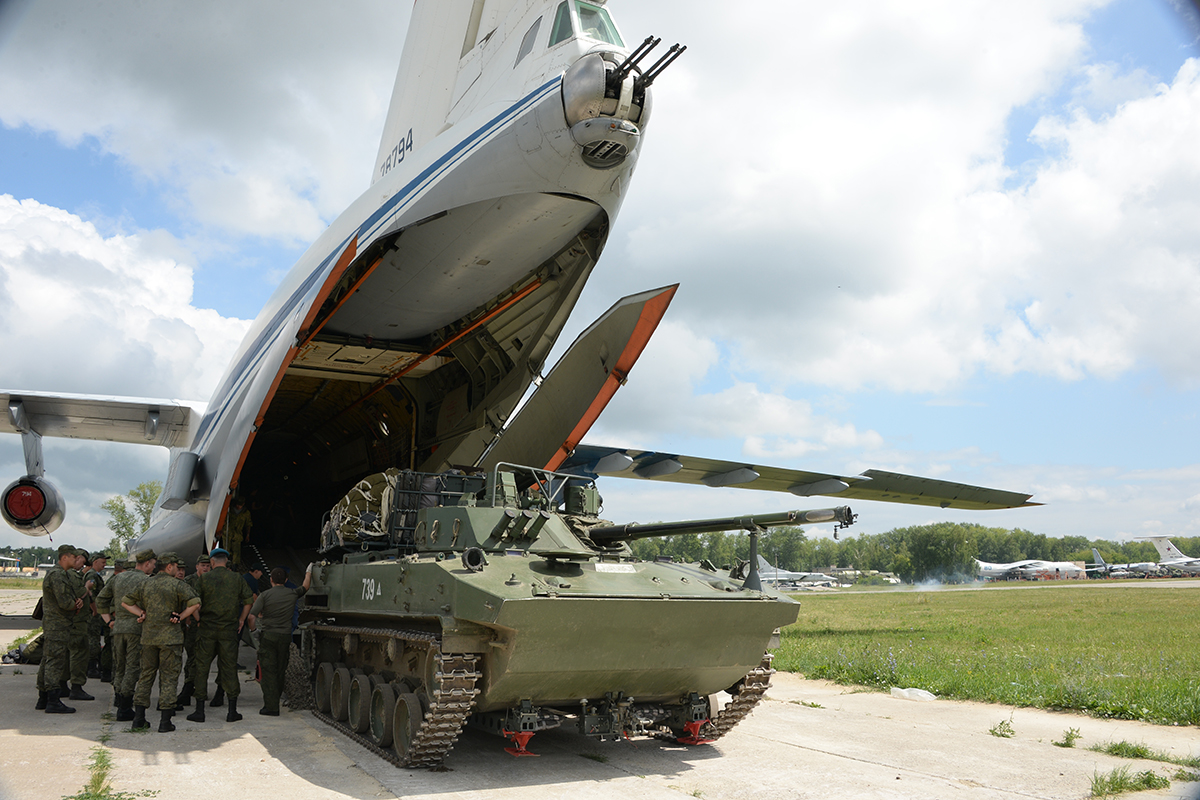
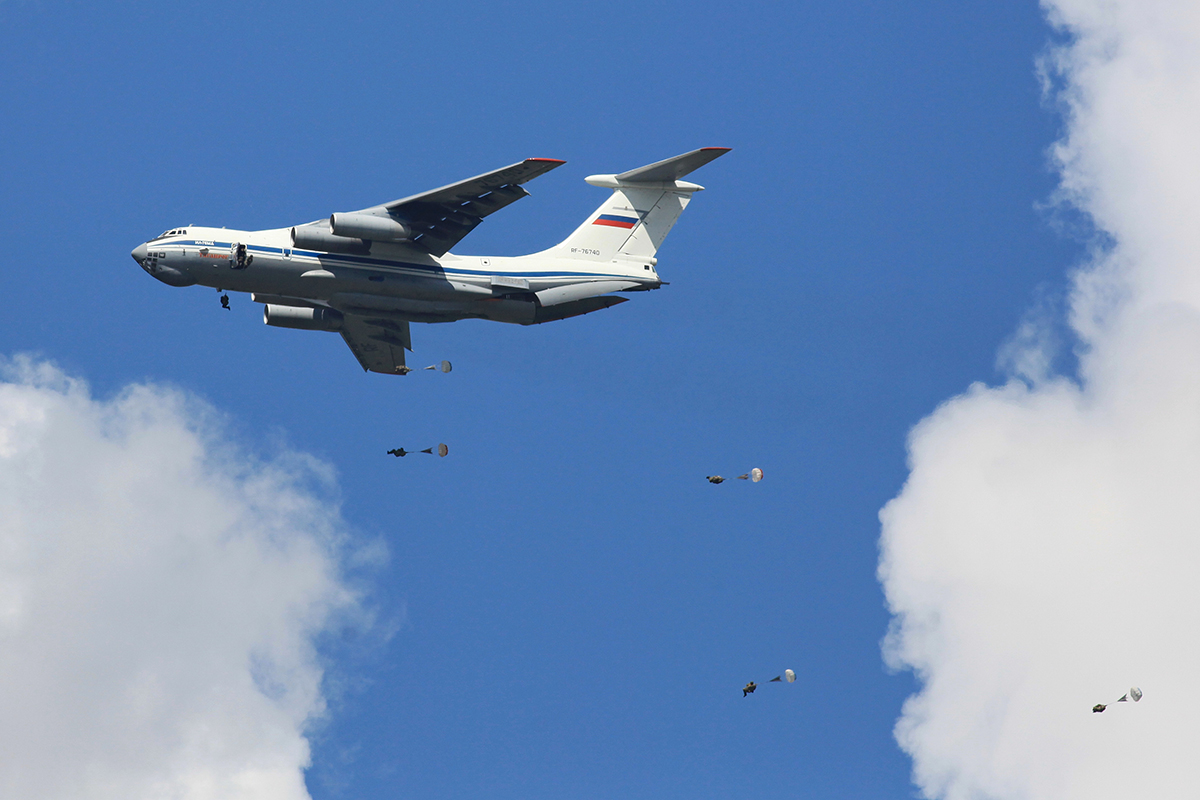
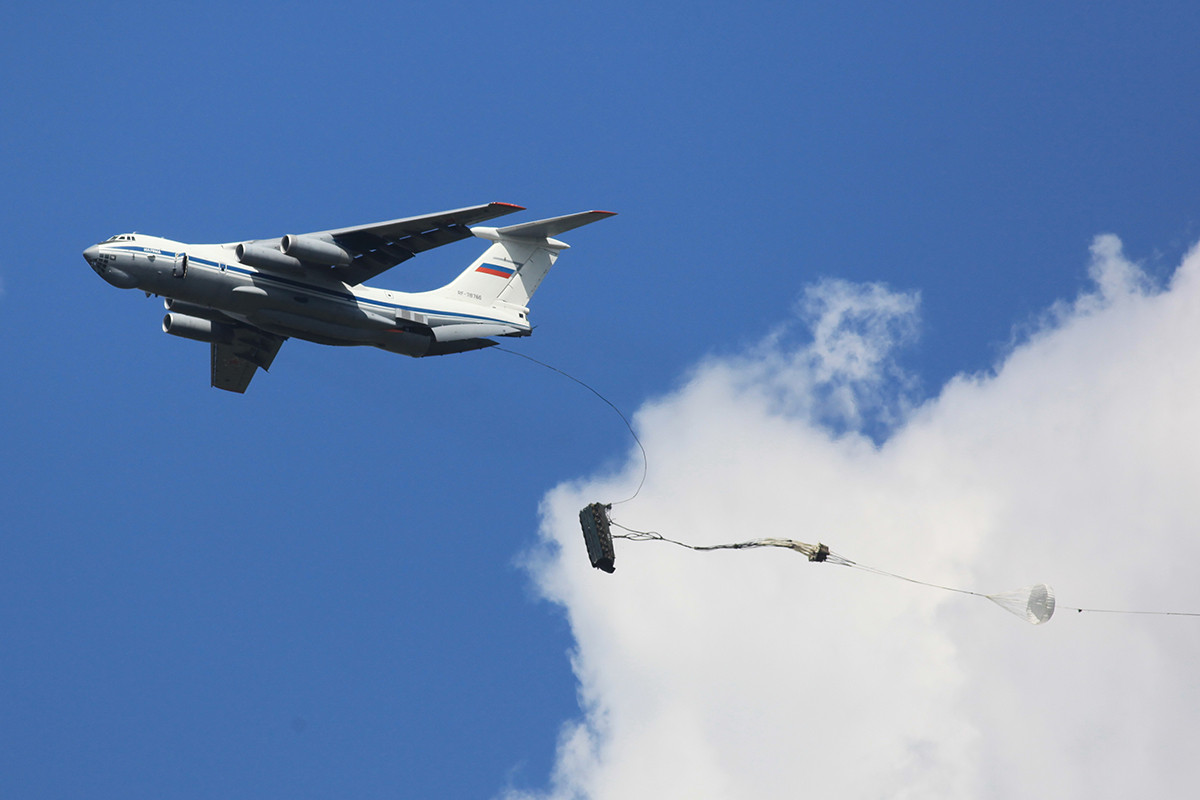
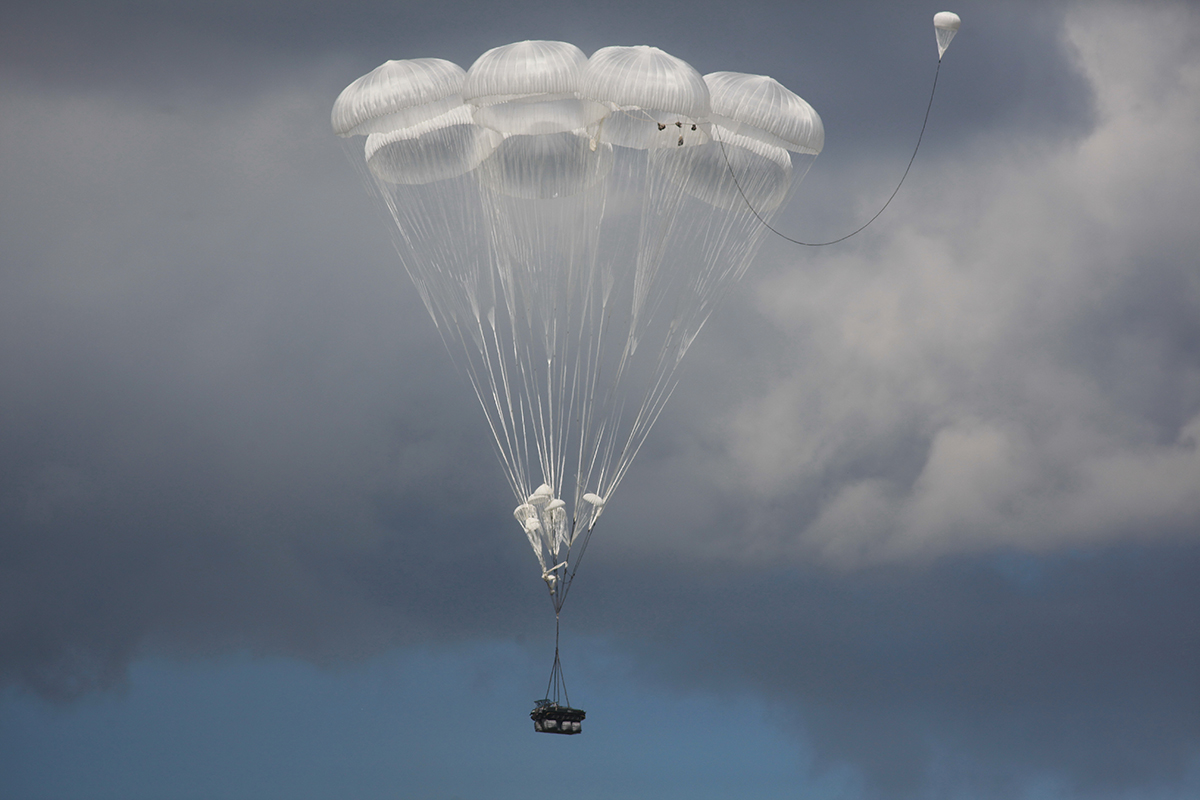
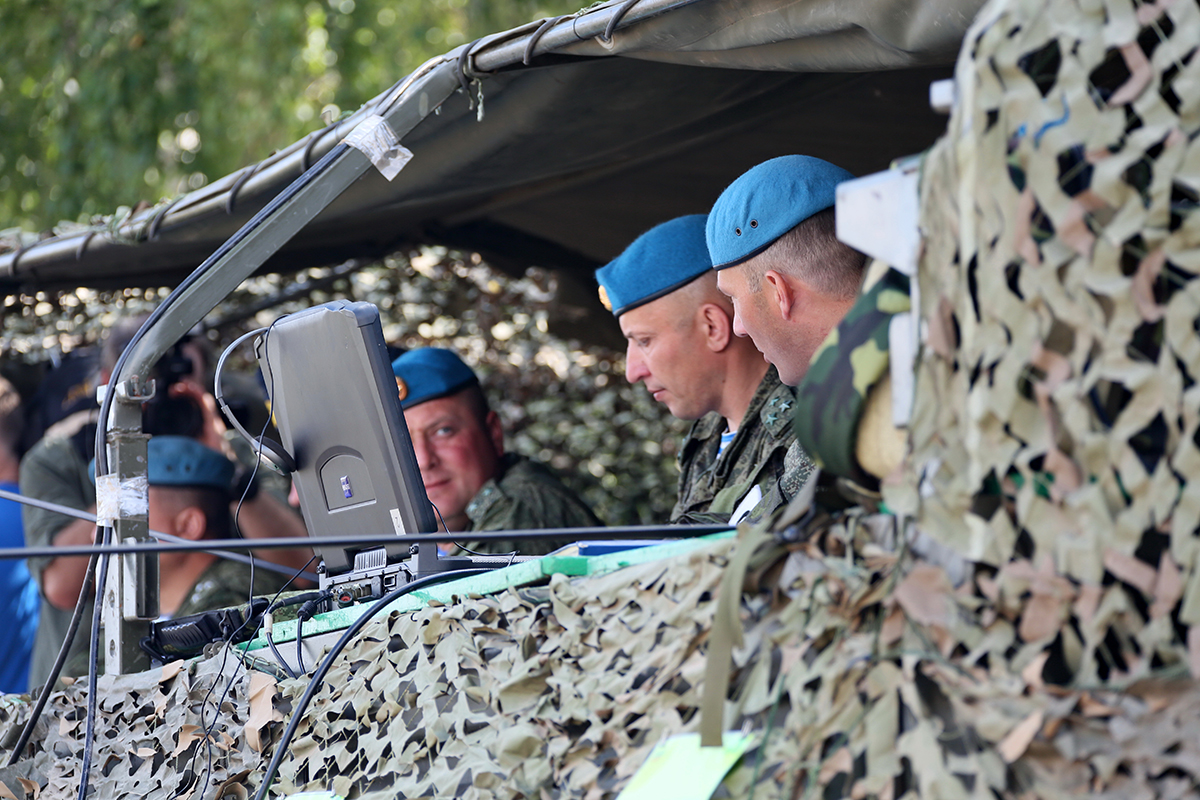
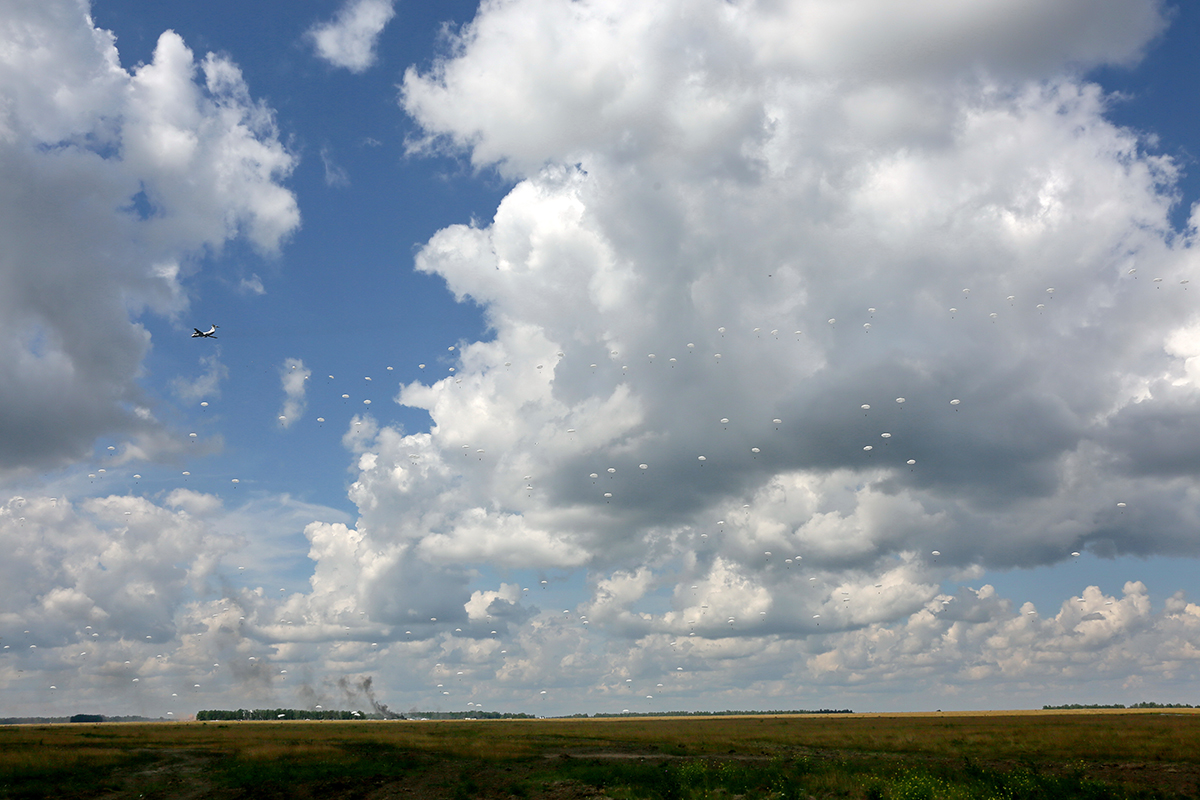
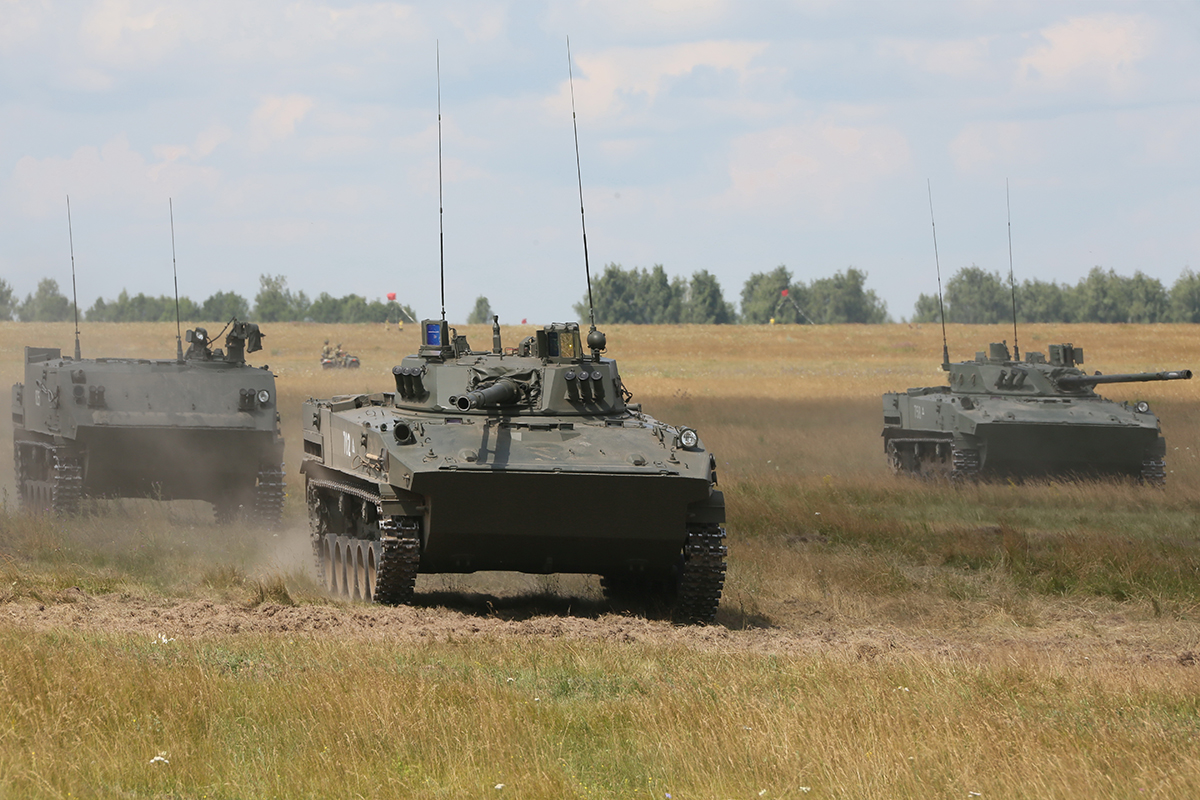
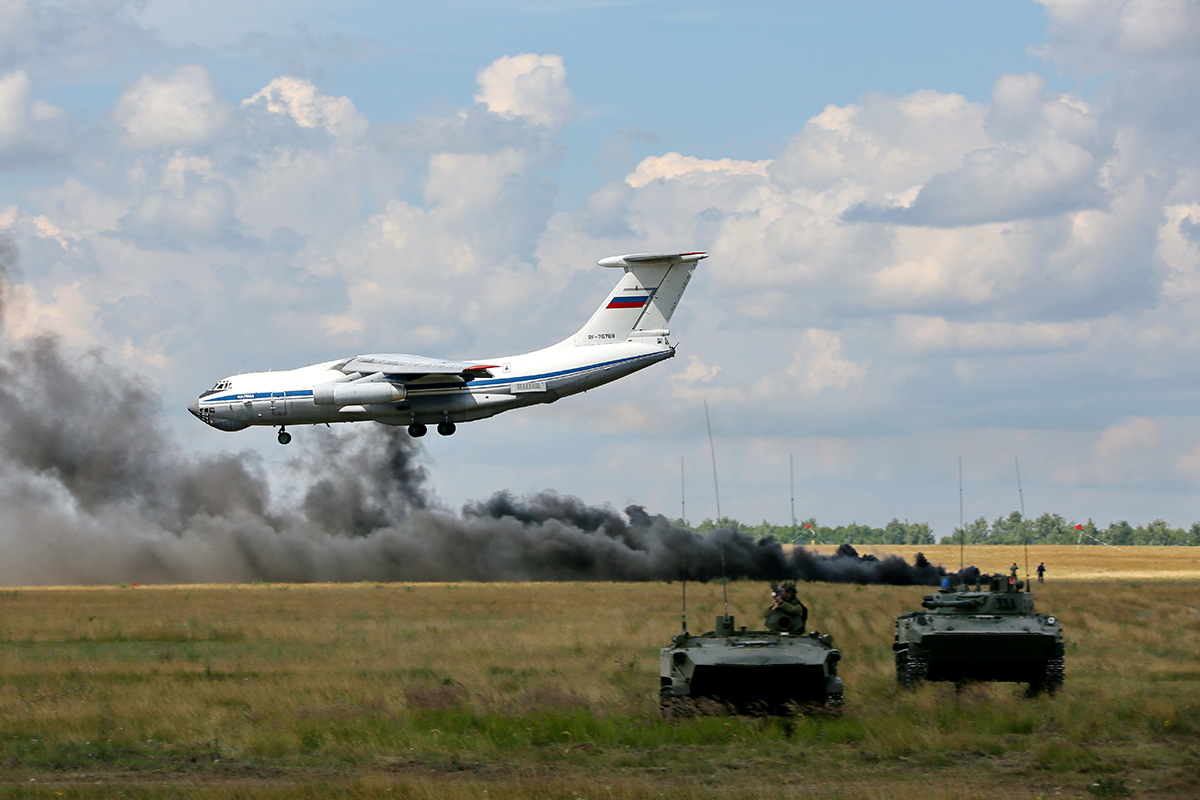